# 常陸太田市

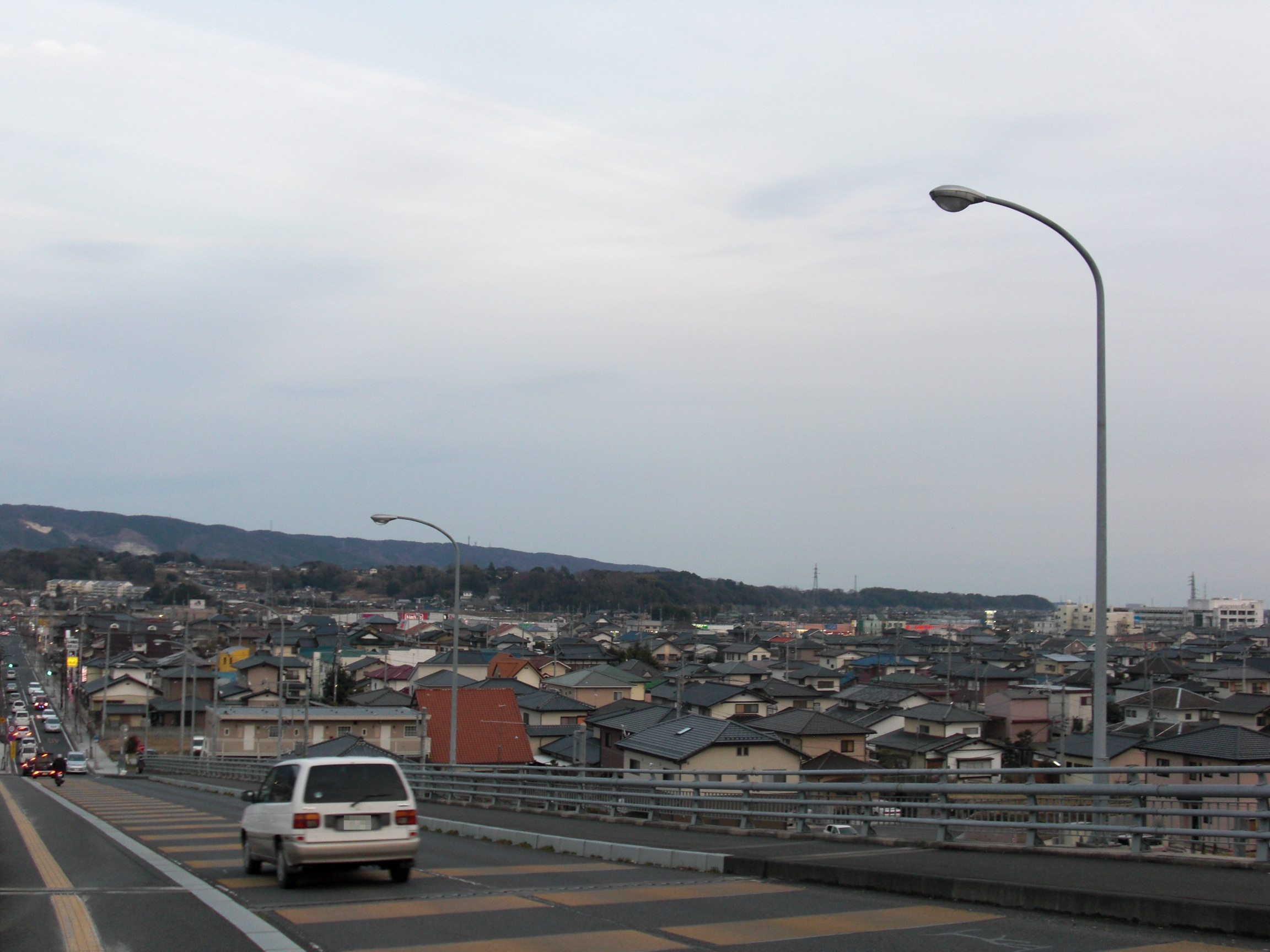
常陸太田市街地

常陸太田市（ひたちおおたし）は、茨城県の東北部の県北地域にある市。1954年（昭和29年）市制施行。

## 地理
市は南北に長く、面積は茨城県の自治体では最大。西から順に浅川、山田川、里川が並行して南へ流れ、それぞれの川に沿った谷に旧金砂郷町、水府村、里美村の集落と耕地が広がる。里川に沿って国道349号が貫通するが、途中の中里地区は日立市域であり、旧里美村と旧常陸太田市とは直接隣接してはいなかった。旧里美村地区は東河内地区と本山トンネルを介して、日立市街とも交流を持つ。
浅川、山田川、里川はいずれも市の南境を流れる久慈川に合流する。旧常陸太田市街は里川が久慈川流域の平野に出る谷口の右岸に位置し、周辺の中山間地域を後背地に旧久慈郡南部の商業中心地として発展した。南部の久慈川本流沿い、また上記3河川も久慈川との合流点に近づくにつれて広い沖積平野が開け、それぞれの流路に沿った自然堤防上に集落が分布し、後背湿地には水田が広がっている。

### 隣接する自治体
- 茨城県
  - 高萩市
  - 日立市
  - 常陸大宮市
  - 那珂市
  - 久慈郡大子町
- 福島県
  - 東白川郡矢祭町
  - 東白川郡塙町

## 歴史

### 年表
- 1889年（明治22年）4月1日 - 町村制の施行により、久慈郡太田町が発足。
- 1899年（明治32年）4月1日 - 太田駅（現在の常陸太田駅）が開業。
- 1929年（昭和04年）11月17日 - 陸軍特別大演習に参加した昭和天皇が太田町尋常高等小学校に行幸[1]。
- 1954年（昭和29年）7月15日 - 久慈郡太田町が機初村、西小沢村、幸久村、佐竹村、誉田村、佐都村を編入。合併と同時に町名を常陸太田町[2][3]と改めた上で同日市制施行し、常陸太田市が誕生[4]。
  - 改称理由は、既に群馬県太田市が市制施行していたためである。
- 1970年（昭和45年）4月1日 - 国道293号が制定。
- 1991年（平成03年）10月 - クリストとジャンヌ=クロードの『アンブレラ 日本-アメリカ合衆国、1984-91』開催。
- 1993年（平成05年）4月1日 - 国道461号が制定。
- 2004年（平成16年）12月1日 - 金砂郷町、水府村、里美村を編入。
  - 上記3町村との合併により、県内では最も面積の広い市町村になった。
- 2024年（令和06年） - 市制70周年・合併20周年の年となり、式典やプレミアム商品券発行など多くのイベントを開催した。

### 行政区域変遷
※細かい境界の変遷は省略。
- 変遷の年表

| 常陸太田市市域の変遷（年表） | 常陸太田市市域の変遷（年表） | 常陸太田市市域の変遷（年表） |
| 年                           | 月日                         | 現常陸太田市市域に関連する行政区域変遷 |
| ---------------------------- | ---------------------------- | --- |
| 1889年（明治22年）           | 4月1日                       | 町村制施行に伴い、以下の町村がそれぞれ発足。 - 旧常陸太田市 - 太田町 ← 太田町単独で町制施行 - 機初村 ← 長谷村・高貫村・田渡村・幡村・三才村・西宮村 - 西小沢村 ← 堅磐村・上土木内村・内田村・岡田村・小沢村・沢目村 - 幸久村 ← 上河合村・下河合村・藤田村・粟原村・島村 - 佐竹村 ← 天神林村・稲木村・磯部村・谷河原村 - 誉田村 ← 馬場村・新宿村・増井村・下大門村・上大門村・瑞龍村 - 佐都村 ← 里野宮村・白羽村・茅根村・常福地村・春友村 - 世矢村 ← 亀作村・真弓村・大森村・小目村 - 河内村 ← 町屋村・西河内下村・西河内中村・西河内上村 - 旧金砂郷町 - 郡戸村 ← 花房村・新地村・松栄村・中野村・小島村 - 久米村 ← 久米村・薬谷村・大里村・大平村・玉造村・芦間村 - 金郷村 ← 高柿村・大方村・竹合村・箕村・下利員村・中利員村・千寿村・岩手村 - 金砂村 ← 上利員村・下宮河内村・赤土村・上宮河内村 - 旧水府村 - 山田村 ← 東連地村・松平村・和田村・棚谷村・国安村 - 染和田村 ← 和久村・町田村・西染村・中染村・東染村 - 天下野村 ← 天下野村・上高倉村・下高倉村 - 旧里美村 - 小里村 ← 小中村・大中村・小妻村・徳田村・里川新田 - 賀美村 ← 上深荻村・小菅村・大菅村・折橋村 |
| 1896年（明治29年）           | 5月20日                      | 天下野村の一部（上高倉・下高倉）が分立し高倉村が発足。 |
| 1954年（昭和29年）           | 7月15日                      | 久慈郡機初村、西小沢村、幸久村、佐竹村、誉田村、佐都村が合併。常陸太田町となったが、同日、改称し常陸太田市となる。 |
| 1955年（昭和30年）           | 3月1日                       | - 常陸太田市は世矢村、河内村（西河内上を除く）を編入。 - 山田村、染和田村、河内村の一部（西河内上）が合併し、水府村が発足。 |
| 1955年（昭和30年）           | 4月15日                      | 郡戸村、久米村、金郷村、金砂村が合併し、金砂郷村が発足。 |
| 1956年（昭和31年）           | 9月1日                       | 小里村は賀美村ととも合併し里美村が発足。 |
| 1956年（昭和31年）           | 9月30日                      | 水府村、天下野村、高倉村が合併し水府村が発足。 |
| 1993年（平成5年）            | 11月1日                      | 金砂郷村が町制施行し、金砂郷町となる。 |
| 2004年（平成16年）           | 12月1日                      | 常陸太田市は金砂郷町、水府村、里美村を編入。 |

- 変遷表

|  | 太田村     | 明治14年 太田町 | 太田町   | 太田町                       | 昭和29年7月15日 常陸太田市 に市制改称 | 常陸太田市          | 常陸太田市                        | 常陸太田市 |
|  | 里野宮村   | 里野宮村        | 佐都村   | 佐都村                       | 昭和29年7月15日 太田町に編入          | 常陸太田市          | 常陸太田市                        | 常陸太田市 |
|  | 白羽村     |                 | 佐都村   | 佐都村                       | 昭和29年7月15日 太田町に編入          | 常陸太田市          | 常陸太田市                        | 常陸太田市 |
|  | 茅根村     |                 | 佐都村   | 佐都村                       | 昭和29年7月15日 太田町に編入          | 常陸太田市          | 常陸太田市                        | 常陸太田市 |
|  | 常福地村   |                 | 佐都村   | 佐都村                       | 昭和29年7月15日 太田町に編入          | 常陸太田市          | 常陸太田市                        | 常陸太田市 |
|  | 春友村     |                 | 佐都村   | 佐都村                       | 昭和29年7月15日 太田町に編入          | 常陸太田市          | 常陸太田市                        | 常陸太田市 |
|  | 馬場村     | 馬場村          | 誉田村   | 誉田村                       | 昭和29年7月15日 太田町に編入          | 常陸太田市          | 常陸太田市                        | 常陸太田市 |
|  | 新宿村     |                 | 誉田村   | 誉田村                       | 昭和29年7月15日 太田町に編入          | 常陸太田市          | 常陸太田市                        | 常陸太田市 |
|  | 増井村     |                 | 誉田村   | 誉田村                       | 昭和29年7月15日 太田町に編入          | 常陸太田市          | 常陸太田市                        | 常陸太田市 |
|  | 下大門村   |                 | 誉田村   | 誉田村                       | 昭和29年7月15日 太田町に編入          | 常陸太田市          | 常陸太田市                        | 常陸太田市 |
|  | 上大門村   |                 | 誉田村   | 誉田村                       | 昭和29年7月15日 太田町に編入          | 常陸太田市          | 常陸太田市                        | 常陸太田市 |
|  | 瑞龍村     |                 | 誉田村   | 誉田村                       | 昭和29年7月15日 太田町に編入          | 常陸太田市          | 常陸太田市                        | 常陸太田市 |
|  | 長谷村     | 長谷村          | 機初村   | 機初村                       | 昭和29年7月15日 太田町に編入          | 常陸太田市          | 常陸太田市                        | 常陸太田市 |
|  | 高貫村     |                 | 機初村   | 機初村                       | 昭和29年7月15日 太田町に編入          | 常陸太田市          | 常陸太田市                        | 常陸太田市 |
|  | 田渡村     |                 | 機初村   | 機初村                       | 昭和29年7月15日 太田町に編入          | 常陸太田市          | 常陸太田市                        | 常陸太田市 |
|  | 幡村       |                 | 機初村   | 機初村                       | 昭和29年7月15日 太田町に編入          | 常陸太田市          | 常陸太田市                        | 常陸太田市 |
|  | 三才村     |                 | 機初村   | 機初村                       | 昭和29年7月15日 太田町に編入          | 常陸太田市          | 常陸太田市                        | 常陸太田市 |
|  | 西宮村     |                 | 機初村   | 機初村                       | 昭和29年7月15日 太田町に編入          | 常陸太田市          | 常陸太田市                        | 常陸太田市 |
|  | 堅磐村     | 堅磐村          | 西小沢村 | 西小沢村                     | 昭和29年7月15日 太田町に編入          | 常陸太田市          | 常陸太田市                        | 常陸太田市 |
|  | 上土木内村 |                 | 西小沢村 | 西小沢村                     | 昭和29年7月15日 太田町に編入          | 常陸太田市          | 常陸太田市                        | 常陸太田市 |
|  | 落合村     |                 | 西小沢村 | 西小沢村                     | 昭和29年7月15日 太田町に編入          | 常陸太田市          | 常陸太田市                        | 常陸太田市 |
|  | 内田村     |                 | 西小沢村 | 西小沢村                     | 昭和29年7月15日 太田町に編入          | 常陸太田市          | 常陸太田市                        | 常陸太田市 |
|  | 岡田村     |                 | 西小沢村 | 西小沢村                     | 昭和29年7月15日 太田町に編入          | 常陸太田市          | 常陸太田市                        | 常陸太田市 |
|  | 小沢村     |                 | 西小沢村 | 西小沢村                     | 昭和29年7月15日 太田町に編入          | 常陸太田市          | 常陸太田市                        | 常陸太田市 |
|  | 沢目村     |                 | 西小沢村 | 西小沢村                     | 昭和29年7月15日 太田町に編入          | 常陸太田市          | 常陸太田市                        | 常陸太田市 |
|  | 天神林村   | 天神林村        | 佐竹村   | 佐竹村                       | 昭和29年7月15日 太田町に編入          | 常陸太田市          | 常陸太田市                        | 常陸太田市 |
|  | 稲木村     |                 | 佐竹村   | 佐竹村                       | 昭和29年7月15日 太田町に編入          | 常陸太田市          | 常陸太田市                        | 常陸太田市 |
|  | 磯部村     |                 | 佐竹村   | 佐竹村                       | 昭和29年7月15日 太田町に編入          | 常陸太田市          | 常陸太田市                        | 常陸太田市 |
|  | 谷河原村   |                 | 佐竹村   | 佐竹村                       | 昭和29年7月15日 太田町に編入          | 常陸太田市          | 常陸太田市                        | 常陸太田市 |
|  | 上河合村   | 上河合村        | 幸久村   | 幸久村                       | 昭和29年7月15日 太田町に編入          | 常陸太田市          | 常陸太田市                        | 常陸太田市 |
|  | 下河合村   |                 | 幸久村   | 幸久村                       | 昭和29年7月15日 太田町に編入          | 常陸太田市          | 常陸太田市                        | 常陸太田市 |
|  | 藤田村     |                 | 幸久村   | 幸久村                       | 昭和29年7月15日 太田町に編入          | 常陸太田市          | 常陸太田市                        | 常陸太田市 |
|  | 粟原村     |                 | 幸久村   | 幸久村                       | 昭和29年7月15日 太田町に編入          | 常陸太田市          | 常陸太田市                        | 常陸太田市 |
|  | 島村       |                 | 幸久村   | 幸久村                       | 昭和29年7月15日 太田町に編入          | 常陸太田市          | 常陸太田市                        | 常陸太田市 |
|  | 亀作村     | 亀作村          | 世矢村   | 世矢村                       | 昭和30年3月1日 常陸太田市に編入       | 常陸太田市          | 常陸太田市                        | 常陸太田市 |
|  | 真弓村     |                 | 世矢村   | 世矢村                       | 昭和30年3月1日 常陸太田市に編入       | 常陸太田市          | 常陸太田市                        | 常陸太田市 |
|  | 大森村     |                 | 世矢村   | 世矢村                       | 昭和30年3月1日 常陸太田市に編入       | 常陸太田市          | 常陸太田市                        | 常陸太田市 |
|  | 小目村     |                 | 世矢村   | 世矢村                       | 昭和30年3月1日 常陸太田市に編入       | 常陸太田市          | 常陸太田市                        | 常陸太田市 |
|  | 町屋村     | 町屋村          | 河内村   | 河内村                       | 昭和30年3月1日 常陸太田市に編入       | 常陸太田市          | 常陸太田市                        | 常陸太田市 |
|  | 西河内下村 |                 | 河内村   | 河内村                       | 昭和30年3月1日 常陸太田市に編入       | 常陸太田市          | 常陸太田市                        | 常陸太田市 |
|  | 西河内中村 |                 | 河内村   | 河内村                       | 昭和30年3月1日 常陸太田市に編入       | 常陸太田市          | 常陸太田市                        | 常陸太田市 |
|  | 西河内上村 | 西河内上村      | 河内村   | 河内村                       | 昭和30年3月1日 水府村                 | 水府村              | 平成16年12月1日 常陸太田市 に編入 | 常陸太田市 |
|  | 東連地村   | 東連地村        | 山田村   | 山田村                       | 昭和30年3月1日 水府村                 | 水府村              | 平成16年12月1日 常陸太田市 に編入 | 常陸太田市 |
|  | 松平村     |                 | 山田村   | 山田村                       | 昭和30年3月1日 水府村                 | 水府村              | 平成16年12月1日 常陸太田市 に編入 | 常陸太田市 |
|  | 和田村     |                 | 山田村   | 山田村                       | 昭和30年3月1日 水府村                 | 水府村              | 平成16年12月1日 常陸太田市 に編入 | 常陸太田市 |
|  | 棚谷村     |                 | 山田村   | 山田村                       | 昭和30年3月1日 水府村                 | 水府村              | 平成16年12月1日 常陸太田市 に編入 | 常陸太田市 |
|  | 国安村     |                 | 山田村   | 山田村                       | 昭和30年3月1日 水府村                 | 水府村              | 平成16年12月1日 常陸太田市 に編入 | 常陸太田市 |
|  | 和久村     | 和久村          | 染和田村 | 染和田村                     | 昭和30年3月1日 水府村                 | 水府村              | 平成16年12月1日 常陸太田市 に編入 | 常陸太田市 |
|  | 町田村     |                 | 染和田村 | 染和田村                     | 昭和30年3月1日 水府村                 | 水府村              | 平成16年12月1日 常陸太田市 に編入 | 常陸太田市 |
|  | 西染村     |                 | 染和田村 | 染和田村                     | 昭和30年3月1日 水府村                 | 水府村              | 平成16年12月1日 常陸太田市 に編入 | 常陸太田市 |
|  | 中染村     |                 | 染和田村 | 染和田村                     | 昭和30年3月1日 水府村                 | 水府村              | 平成16年12月1日 常陸太田市 に編入 | 常陸太田市 |
|  | 東染村     |                 | 染和田村 | 染和田村                     | 昭和30年3月1日 水府村                 | 水府村              | 平成16年12月1日 常陸太田市 に編入 | 常陸太田市 |
|  | 天下野村   | 天下野村        | 天下野村 | 天下野村                     | 昭和31年9月30日 水府村と合併          | 水府村              | 平成16年12月1日 常陸太田市 に編入 | 常陸太田市 |
|  | 上高倉村   | 上高倉村        | 天下野村 | 明治29年5月20日 高倉村が分立 | 昭和31年9月30日 水府村と合併          | 水府村              | 平成16年12月1日 常陸太田市 に編入 | 常陸太田市 |
|  | 下高倉村   |                 | 天下野村 | 明治29年5月20日 高倉村が分立 | 昭和31年9月30日 水府村と合併          | 水府村              | 平成16年12月1日 常陸太田市 に編入 | 常陸太田市 |
|  | 上深荻村   | 上深荻村        | 賀美村   | 賀美村                       | 昭和31年9月1日 里美村                 | 里美村              | 平成16年12月1日 常陸太田市 に編入 | 常陸太田市 |
|  | 小菅村     |                 | 賀美村   | 賀美村                       | 昭和31年9月1日 里美村                 | 里美村              | 平成16年12月1日 常陸太田市 に編入 | 常陸太田市 |
|  | 大菅村     |                 | 賀美村   | 賀美村                       | 昭和31年9月1日 里美村                 | 里美村              | 平成16年12月1日 常陸太田市 に編入 | 常陸太田市 |
|  | 折橋村     |                 | 賀美村   | 賀美村                       | 昭和31年9月1日 里美村                 | 里美村              | 平成16年12月1日 常陸太田市 に編入 | 常陸太田市 |
|  | 小中村     | 小中村          | 小里村   | 小里村                       | 昭和31年9月1日 里美村                 | 里美村              | 平成16年12月1日 常陸太田市 に編入 | 常陸太田市 |
|  | 大中村     |                 | 小里村   | 小里村                       | 昭和31年9月1日 里美村                 | 里美村              | 平成16年12月1日 常陸太田市 に編入 | 常陸太田市 |
|  | 小妻村     |                 | 小里村   | 小里村                       | 昭和31年9月1日 里美村                 | 里美村              | 平成16年12月1日 常陸太田市 に編入 | 常陸太田市 |
|  | 徳田村     |                 | 小里村   | 小里村                       | 昭和31年9月1日 里美村                 | 里美村              | 平成16年12月1日 常陸太田市 に編入 | 常陸太田市 |
|  | 里川村     |                 | 小里村   | 小里村                       | 昭和31年9月1日 里美村                 | 里美村              | 平成16年12月1日 常陸太田市 に編入 | 常陸太田市 |
|  | 中野村     | 中野村          | 郡戸村   | 郡戸村                       | 平成30年4月15日 金砂郷村              | 平成5年11月1日 町制 | 平成16年12月1日 常陸太田市 に編入 | 常陸太田市 |
|  | 小島村     |                 | 郡戸村   | 郡戸村                       | 平成30年4月15日 金砂郷村              | 平成5年11月1日 町制 | 平成16年12月1日 常陸太田市 に編入 | 常陸太田市 |
|  | 松栄村     |                 | 郡戸村   | 郡戸村                       | 平成30年4月15日 金砂郷村              | 平成5年11月1日 町制 | 平成16年12月1日 常陸太田市 に編入 | 常陸太田市 |
|  | 新地村     |                 | 郡戸村   | 郡戸村                       | 平成30年4月15日 金砂郷村              | 平成5年11月1日 町制 | 平成16年12月1日 常陸太田市 に編入 | 常陸太田市 |
|  | 花房村     |                 | 郡戸村   | 郡戸村                       | 平成30年4月15日 金砂郷村              | 平成5年11月1日 町制 | 平成16年12月1日 常陸太田市 に編入 | 常陸太田市 |
|  | 上利員村   | 上利員村        | 金砂村   | 金砂村                       | 平成30年4月15日 金砂郷村              | 平成5年11月1日 町制 | 平成16年12月1日 常陸太田市 に編入 | 常陸太田市 |
|  | 上宮河内村 |                 | 金砂村   | 金砂村                       | 平成30年4月15日 金砂郷村              | 平成5年11月1日 町制 | 平成16年12月1日 常陸太田市 に編入 | 常陸太田市 |
|  | 下宮河内村 |                 | 金砂村   | 金砂村                       | 平成30年4月15日 金砂郷村              | 平成5年11月1日 町制 | 平成16年12月1日 常陸太田市 に編入 | 常陸太田市 |
|  | 赤土村     |                 | 金砂村   | 金砂村                       | 平成30年4月15日 金砂郷村              | 平成5年11月1日 町制 | 平成16年12月1日 常陸太田市 に編入 | 常陸太田市 |
|  | 千寿村     | 千寿村          | 金郷村   | 金郷村                       | 平成30年4月15日 金砂郷村              | 平成5年11月1日 町制 | 平成16年12月1日 常陸太田市 に編入 | 常陸太田市 |
|  | 大方村     |                 | 金郷村   | 金郷村                       | 平成30年4月15日 金砂郷村              | 平成5年11月1日 町制 | 平成16年12月1日 常陸太田市 に編入 | 常陸太田市 |
|  | 岩手村     |                 | 金郷村   | 金郷村                       | 平成30年4月15日 金砂郷村              | 平成5年11月1日 町制 | 平成16年12月1日 常陸太田市 に編入 | 常陸太田市 |
|  | 竹合村     |                 | 金郷村   | 金郷村                       | 平成30年4月15日 金砂郷村              | 平成5年11月1日 町制 | 平成16年12月1日 常陸太田市 に編入 | 常陸太田市 |
|  | 中利員村   |                 | 金郷村   | 金郷村                       | 平成30年4月15日 金砂郷村              | 平成5年11月1日 町制 | 平成16年12月1日 常陸太田市 に編入 | 常陸太田市 |
|  | 下利員村   |                 | 金郷村   | 金郷村                       | 平成30年4月15日 金砂郷村              | 平成5年11月1日 町制 | 平成16年12月1日 常陸太田市 に編入 | 常陸太田市 |
|  | 高柿村     |                 | 金郷村   | 金郷村                       | 平成30年4月15日 金砂郷村              | 平成5年11月1日 町制 | 平成16年12月1日 常陸太田市 に編入 | 常陸太田市 |
|  | 箕村       |                 | 金郷村   | 金郷村                       | 平成30年4月15日 金砂郷村              | 平成5年11月1日 町制 | 平成16年12月1日 常陸太田市 に編入 | 常陸太田市 |
|  | 薬谷村     | 薬谷村          | 久米村   | 久米村                       | 平成30年4月15日 金砂郷村              | 平成5年11月1日 町制 | 平成16年12月1日 常陸太田市 に編入 | 常陸太田市 |
|  | 久米村     |                 | 久米村   | 久米村                       | 平成30年4月15日 金砂郷村              | 平成5年11月1日 町制 | 平成16年12月1日 常陸太田市 に編入 | 常陸太田市 |
|  | 大平村     |                 | 久米村   | 久米村                       | 平成30年4月15日 金砂郷村              | 平成5年11月1日 町制 | 平成16年12月1日 常陸太田市 に編入 | 常陸太田市 |
|  | 玉造村     |                 | 久米村   | 久米村                       | 平成30年4月15日 金砂郷村              | 平成5年11月1日 町制 | 平成16年12月1日 常陸太田市 に編入 | 常陸太田市 |
|  | 芦間村     |                 | 久米村   | 久米村                       | 平成30年4月15日 金砂郷村              | 平成5年11月1日 町制 | 平成16年12月1日 常陸太田市 に編入 | 常陸太田市 |
|  | 大里村     |                 | 久米村   | 久米村                       | 平成30年4月15日 金砂郷村              | 平成5年11月1日 町制 | 平成16年12月1日 常陸太田市 に編入 | 常陸太田市 |

## 人口

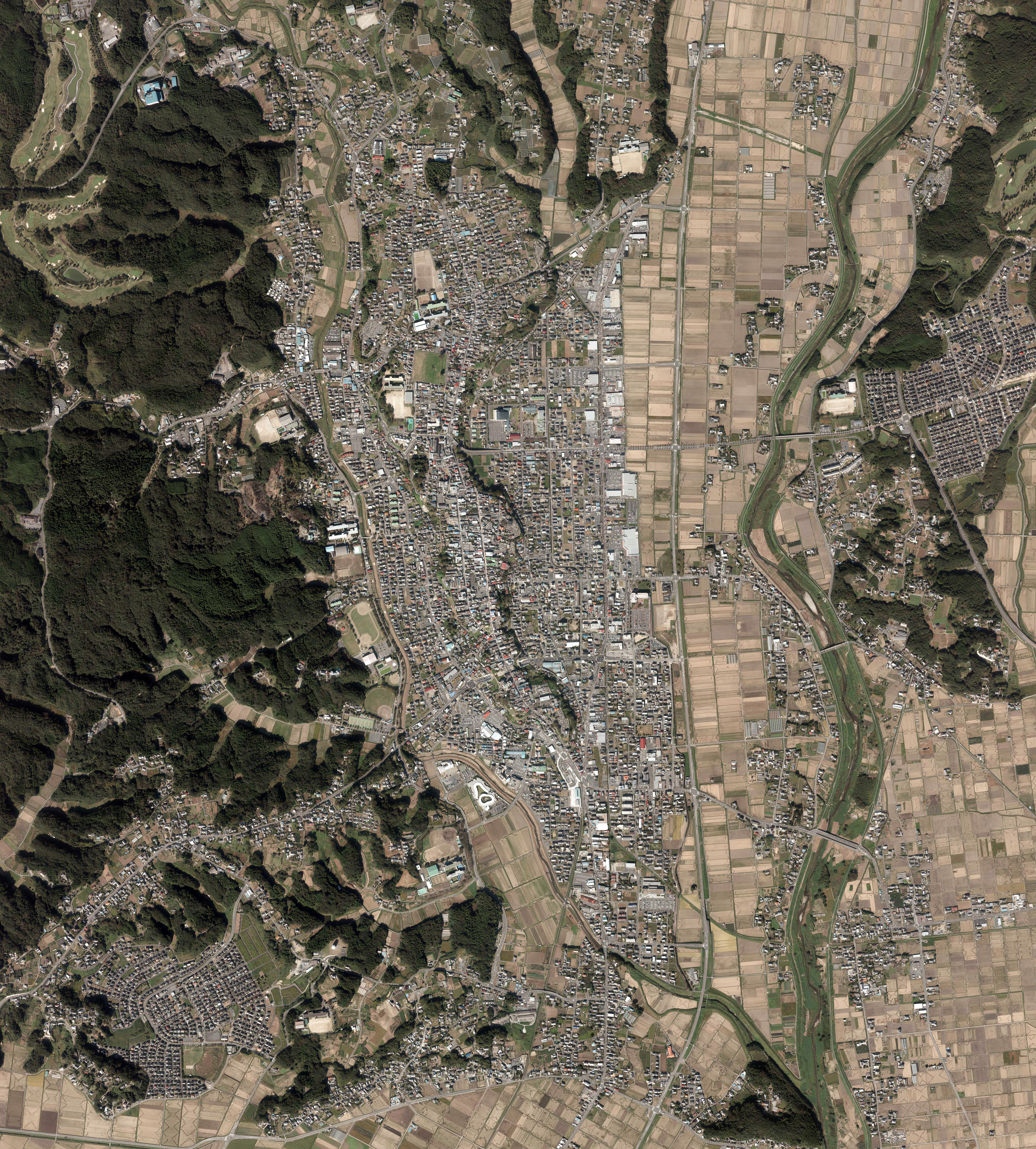
常陸太田市中心部周辺の空中写真。
2012年10月16日撮影の12枚を合成作成。。

| |                                            |  |
| 常陸太田市と全国の年齢別人口分布（2005年） | 常陸太田市の年齢・男女別人口分布（2005年） |  |
| ■紫色 ― 常陸太田市 ■緑色 ― 日本全国 | ■青色 ― 男性 ■赤色 ― 女性                  |  |
| 常陸太田市（に相当する地域）の人口の推移 \| 1970年（昭和45年） \| 63,141人 \| \| \| 1975年（昭和50年） \| 60,423人 \| \| \| 1980年（昭和55年） \| 59,503人 \| \| \| 1985年（昭和60年） \| 59,273人 \| \| \| 1990年（平成2年） \| 59,758人 \| \| \| 1995年（平成7年） \| 61,525人 \| \| \| 2000年（平成12年） \| 61,869人 \| \| \| 2005年（平成17年） \| 59,802人 \| \| \| 2010年（平成22年） \| 56,250人 \| \| \| 2015年（平成27年） \| 52,294人 \| \| \| 2020年（令和2年） \| 48,602人 \| \| |                                            |  |
| 総務省統計局 国勢調査より |                                            |  |
| 1970年（昭和45年） | 63,141人                                   |  |
| 1975年（昭和50年） | 60,423人                                   |  |
| 1980年（昭和55年） | 59,503人                                   |  |
| 1985年（昭和60年） | 59,273人                                   |  |
| 1990年（平成2年） | 59,758人                                   |  |
| 1995年（平成7年） | 61,525人                                   |  |
| 2000年（平成12年） | 61,869人                                   |  |
| 2005年（平成17年） | 59,802人                                   |  |
| 2010年（平成22年） | 56,250人                                   |  |
| 2015年（平成27年） | 52,294人                                   |  |
| 2020年（令和2年） | 48,602人                                   |  |

## 行政
- 市長：藤田謙二（2025年5月22日就任、1期目）

### 歴代市長
特記なき場合『日本の歴代市長 : 市制施行百年の歩み』などによる。
| 代 | 氏名       | 就任                       | 退任                       | 備考 |
| -- | ---------- | -------------------------- | -------------------------- | ---- |
| 1  | 伊村安四郎 | 1954年（昭和29年）7月15日  | 1954年（昭和29年）11月10日 |      |
| 2  | 岡部辰雄   | 1954年（昭和29年）11月26日 | 1958年（昭和33年）11月25日 |      |
| 3  | 西野正吉   | 1958年（昭和33年）11月26日 | 1962年（昭和37年）11月25日 |      |
| 4  | 宮田重文   | 1962年（昭和37年）11月26日 | 1973年（昭和48年）12月6日  |      |
| 5  | 武藤彬     | 1974年（昭和49年）1月27日  | 1990年（平成2年）1月26日   |      |
| 6  | 渡辺龍一   | 1990年（平成2年）1月27日   | 2005年（平成17年）4月25日  |      |
| 7  | 大久保太一 | 2005年（平成17年）5月22日  | 2021年（令和3年）5月21日   |      |
| 8  | 宮田達夫   | 2021年（令和3年）5月22日   | 2025年（令和7年）5月21日   |      |
| 9  | 藤田謙二   | 2025年（令和7年）5月22日   | 現職                       |      |

### 国の行政機関
2022年11月現在

#### 法務省
- 水戸地方法務局 常陸太田支局

#### 国税庁
- 関東信越国税局 太田税務署

#### 厚生労働省
- 常陸大宮公共職業安定所 常陸太田市ふるさとハローワーク

#### 林野庁
- 茨城森林管理署
  - 幡森林事務所
  - 徳田森林事務所
  - 折橋森林事務所

#### 国土交通省
- 関東地方整備局 常陸河川国道事務所 久慈川緊急治水対策河川事務所

### 茨城県の行政機関

#### 総務部
- 県北県民センター
- 常陸太田県税事務所

#### 農林水産部
- 県北農林事務所
  - 企画調整部門
  - 経営・普及部門（常陸太田地域農業改良普及センター）
  - 土地改良部門（常陸太田土地改良事務所）
  - 林務部門

#### 土木部
- 常陸太田工事事務所

#### 茨城県警察
- 太田警察署

## 議会

### 市議会
- 任期：2018年8月6日～2022年8月5日
- 定数：18
- 議長：川又照雄（未来創政クラブ、無所属）
- 副議長：藤田謙二（太政クラブ、自由民主党）
- 党派：自由民主党（5）・公明党（1）・日本共産党（1）・無所属（11）
- 会派：未来創政クラブ（8）・太政クラブ（4）・無会派（6）

### 茨城県議会
- 常陸太田市選挙区（定数2、常陸太田市、大子町域）：西野一（自由民主党）、石井邦一（自由民主党）

### 衆議院
- 小選挙区
  - 茨城県第4区：梶山弘志（自由民主党）

## 産業

### 企業
- えひめ飲料茨城工場
- 株式会社かわねや - スーパーマーケット
- 金砂郷食品

## 姉妹都市等
- 姉妹都市
  -  秋田市（秋田県）
  -  牛久市（茨城県）
  -  ラ・トリニダット市（フィリピン）
- 友好都市
  -  余姚市（ヨヨウし：中華人民共和国浙江省）
- 友好交流
  -  琿春市（フンチュンし：中華人民共和国吉林省）
- 有縁友好交流
  -  仙北市（秋田県）

## 教育・施設

### 学校
小学校
| - 太田小学校 - 機初小学校 - 峰山小学校（2022年4月開校） - 西小沢小学校（2022年3月閉校） - 幸久小学校（2022年3月閉校） - 佐竹小学校（2022年3月閉校） | - 誉田小学校 - 瑞竜小学校(廃校) - 佐都小学校(廃校) - 世矢小学校 - 河内小学校(廃校) - 金砂郷小学校 | - 久米小学校（2022年3月閉校） - 郡戸小学校（2022年3月閉校） - 水府小学校 - 山田小学校(廃校) - 小里小学校(廃校) - 賀美小学校(廃校) - 里美小学校 |

旧・金砂郷小学校、久米小学校、郡戸小学校については2022年3月に閉校して統合され、2022年4月から旧・久米小学校跡地に金砂郷小学校が設置される。
旧・佐竹小学校、幸久小学校、西小沢小学校については2022年3月に閉校して統合され、2022年4月から旧・佐竹小学校跡地に峰山小学校が設置される。
中学校
| - 太田第一高等学校附属中学校 - 太田中学校 - 峰山中学校 - 瑞竜中学校 - 世矢中学校 | - 金砂郷中学校 - 水府中学校 - 里美中学校 |

高等学校
- 茨城県立太田第一高等学校
- 茨城県立太田西山高等学校
  - 旧・茨城県立太田第二高等学校
    - かつて、同市内に「茨城県立太田第二高等学校里美校」（旧・茨城県立里美高等学校）が存在した。

  - 旧・茨城県立佐竹高等学校

### 施設
- 常陸太田市立図書館
- 常陸太田市民交流センターパルティホール
- 常陸太田市生涯学習センター

## 交通

### 鉄道
- JR東日本
  - ■水郡線（常陸太田支線）
    - （那珂市） - 河合駅 - 谷河原駅 - 常陸太田駅

- 中心となる駅：常陸太田駅

水郡線の太田支線は本数が少ないため、日立市や東海村の常磐線の駅や、那珂市の上菅谷駅・瓜連駅を利用する人も多い。
市内で場所によっては常磐線や水郡線の本線の駅の方が近いところもある。

#### 過去の鉄道路線
- 日立電鉄
  - 日立電鉄線（2005年4月1日廃止）
    - 常北太田駅 - 小沢駅 - 常陸岡田駅 - 川中子駅 - （日立市）

### 高速バス
- 常陸太田市高速バスターミナル～八潮PA（TX八潮駅）・都営浅草駅・上野駅・東京駅・バスタ新宿（新宿駅）（茨城交通）

### 路線バス

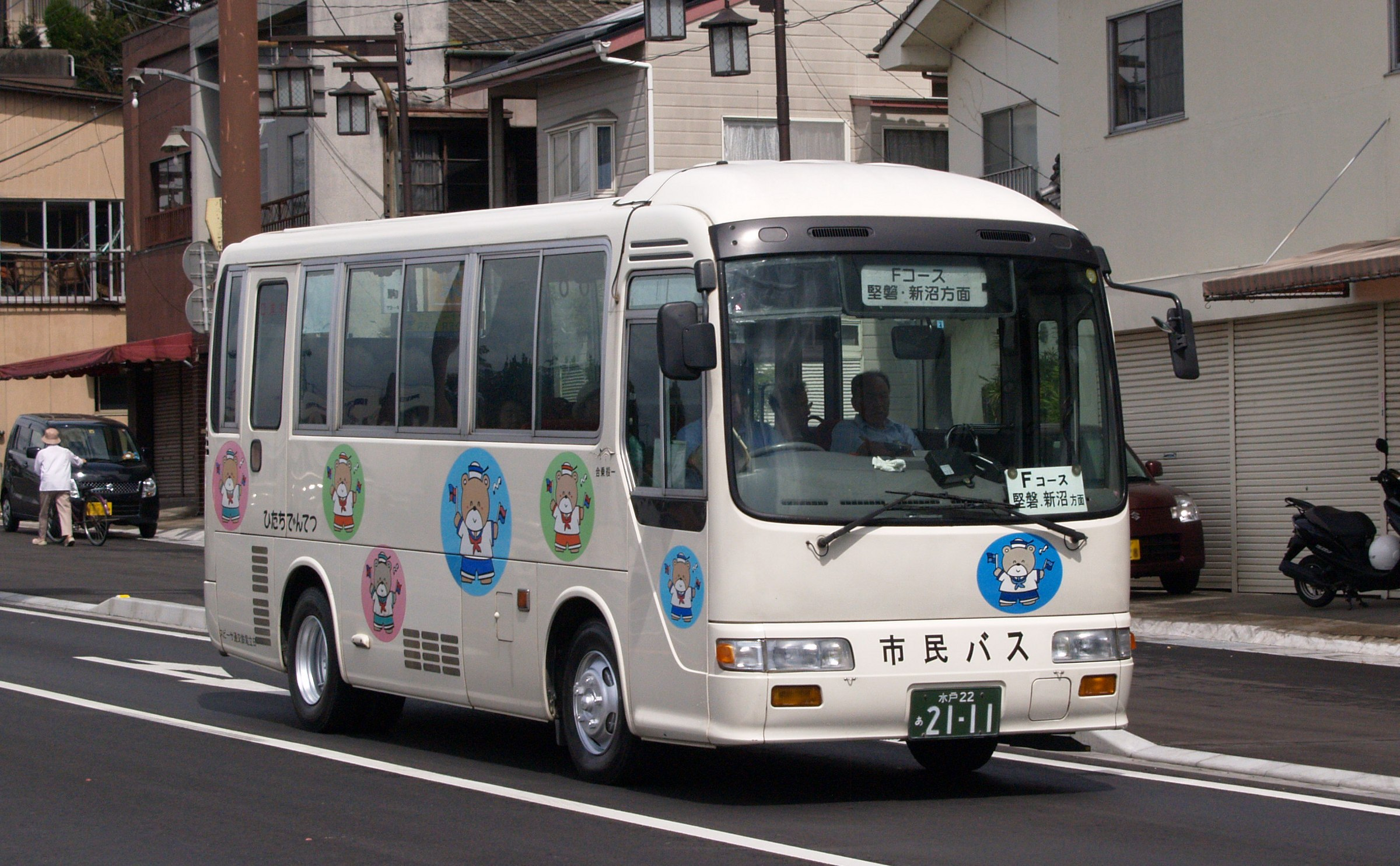
常陸太田市市民バス（2011年9月）

- 茨城交通（太田営業所、日立南営業所）[注釈 1]：市内各方面および那珂市・日立市方面の路線を運行。

### 道路
- 高速道路
  - 常磐自動車道
    - 日立南太田IC (日立市と一部市内に跨る)
- 一般国道
  - 国道293号
  - 国道349号
  - 国道461号
- 主要地方道
  - 茨城県道29号常陸太田那須烏山線
  - 茨城県道22号北茨城大子線
  - 茨城県道33号常陸太田大子線
  - 茨城県道36号日立山方線
  - 茨城県道37号日立常陸太田線
  - 茨城県道60号十王里美線
  - 茨城県道61号日立笠間線
  - 茨城県道62号常陸那珂港山方線
- 一般県道
  - 茨城県道156号亀作石名坂線
  - 茨城県道157号下土木内常陸太田線
  - 茨城県道166号和田上河合線
  - 茨城県道167号富岡玉造常陸太田線
  - 茨城県道245号上君田小妻線
  - 茨城県道249号山方水府線

## 観光スポット、特産品など
- 梵天山古墳
- 太田城址（舞鶴城址）
- 奥久慈男体山
- 川中子温泉

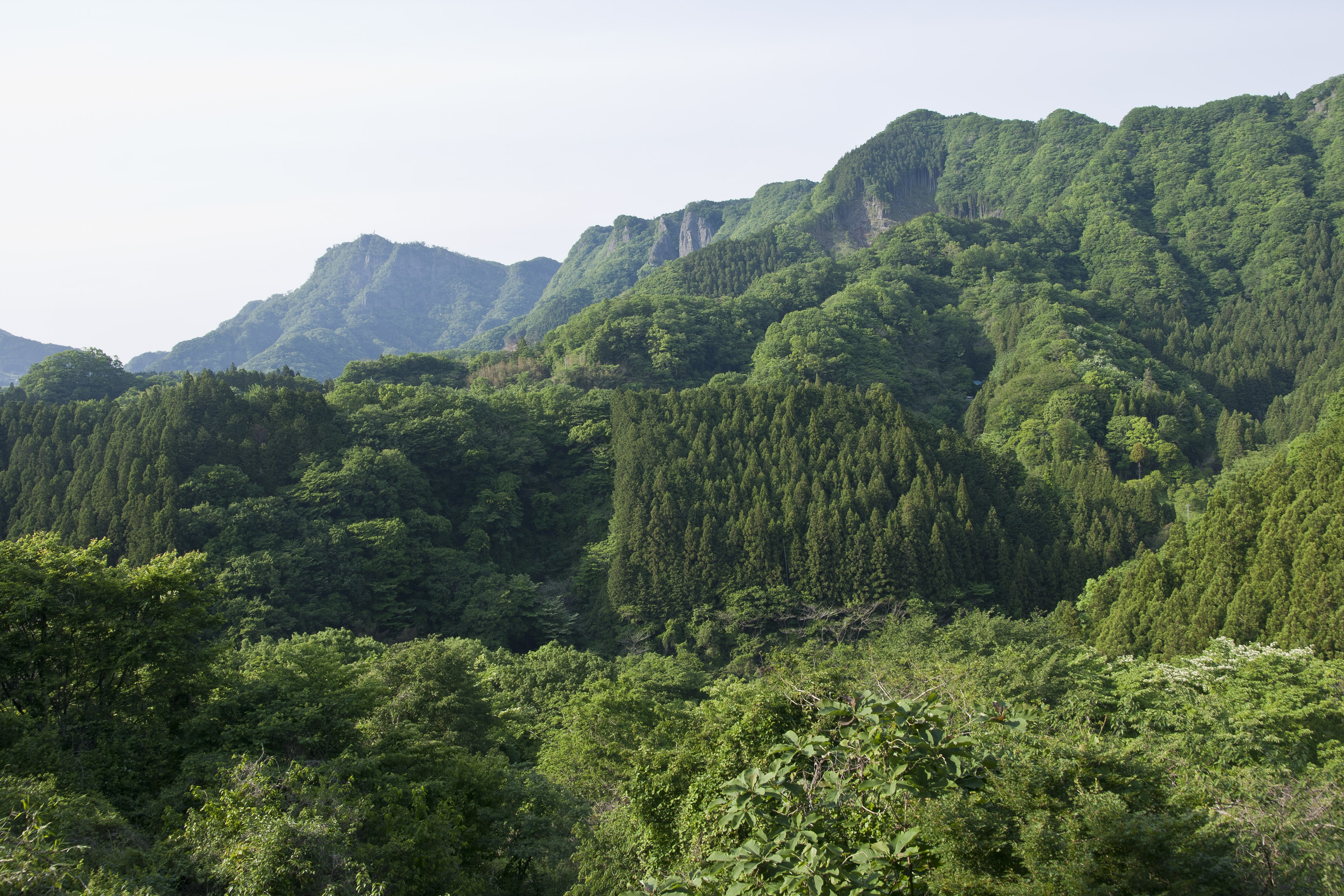
奥久慈男体山

- 旧茨城県立太田中学校講堂（国の重要文化財）
- 久昌寺
- 西光寺（本尊の木造薬師如来坐像は国の重要文化財）
- 佐竹寺（本堂は国の重要文化財）
- 里美牧場（プラトーさとみ）
- 大中神社
- 瑞龍山（水戸德川家墓所」の名称で国の史跡に指定、朱舜水の墓）
- 西山荘（徳川光圀の隠居所）
- 西金砂神社（金砂神社磯出大祭礼（72年に一度の大祭礼））
- 東金砂神社（同上）
- 馬場八幡宮
- 道の駅さとみ
- 道の駅ひたちおおた
- 竜神峡
  - 竜神大吊橋（歩行者用の吊り橋としては日本で2番目の長さ）
- 若宮八幡宮
- 太田落雁の碑、山寺晩鐘の碑(各々水戸八景のひとつ)
- 蕎麦、蕎麦粉：金砂郷地区の蕎麦粉は、国内有数の産地となっている
- ちまき（なべや。こし餡入りでクマザサを使った笹団子のような和菓子）
- かがくの里（日本テレビで放送中の所さんの目がテン!の企画で科学者達の農業の開発と研究の里）

## 著名な出身者
- kami（MALICE MIZER ドラマー）
- マシコタツロウ（作曲家、ミュージシャン）
- 秋山美幸（バレーボール選手）
- 井上庸（プロボクサー）
- 大久保今助（水戸藩士、鰻丼の発明者）
- 梶山静六（政治家）
- 梶山弘志（政治家）
- 金沢次男（元プロ野球選手）
- 北山詩織（ファッションモデル）
- 木村謙次（江戸時代の探検家、蝦夷地を調査した）
- 黒羽桂子（バレーボール選手）
- 黒沢酉蔵（実業家、教育者、雪印乳業創業者、酪農学園設立者）
- 五来欣造（政治学者）
- 佐竹義昭（戦国大名、太田城主）
- 佐竹義重（戦国大名、伊達氏、北条氏と争い佐竹氏の全盛期を築き上げた）
- 佐竹義宣（戦国大名）
- 佐藤進（医学者、日本陸軍軍医、順天堂医院院長、アジア人として初めて医学士の学位を取得）
- 塚原俊郎（政治家）
- 都々逸坊扇歌（都々逸 の祖）
- 飛円重孝（元力士）
- 沼知福三郎（機械工学者、文化功労者）
- 福地惇（歴史学者）
- 青野春秋（漫画家）
- 柳家さん助（落語家）

## ロケが実施された映画・ドラマ
- 映画『ディア・ドクター』：西河内地区をメインにロケ[14][15]
- NHK連続テレビ小説『ひよっこ』：旧町屋変電所、町屋商店街などでロケ[16]